# Orchamus davisi
Orchamus davisi är en insektsart som beskrevs av Boris Petrovich Uvarov 1949. Orchamus davisi ingår i släktet Orchamus och familjen Pamphagidae. Inga underarter finns listade i Catalogue of Life.